# OpenAlt
OpenAlt, z.s. je spolek, který se snaží propagovat otevřená řešení. Název se skládá ze slov open - otevřený a Alt - alternativa.
Spolek vznikl v roce 2014 sloučením organizační složky Linux v Brně v rámci Liberix o.p.s. a občanského sdružení Openmobility. Členové první skupiny se zaměřovali zejména na GNU/Linux a zařízení, na kterých tento operační systém běžel, zatímco ve druhém zmíněném sdružení se zajímali obecně o otevřená řešení pro mobilní zařízení. Po spojení se členové rozhodli věnovat nejen těmto okruhům, ale čemukoliv otevřenému v technických oblastech. Současně se věnuje například otevřenému hardwaru, otevřeným datům a samozřejmě otevřenému softwaru. Zároveň však nezapomíná na bezpečnost systému, tedy zejména autentizaci, šifrování či dlouhodobé ukládání dat.
Hlavní náplní spolku je popularizace otevřených projektů a pomoc při jejich nasazování do praxe, ať už fyzickým nebo právnickým osobám.
Každý třetí pátek v měsíci se v Praze a Brně koná setkání členů a příznivců spolku. Setkání poskytují neformální příležitost pro seznámení podobně zaměřených nadšenců, výměnu zkušeností, prostor pro koordinaci projektů i drobné prezentace technologických novinek. Především je na nich vítán kdokoliv, kdo potřebuje radu a pomoc s implementací otevřených řešení. Datum a místo setkání spolek oznamuje na svých stránkách a sociálních sítích.
Nejznámější akcí je konference OpenAlt, jejíž první ročník se konal v roce 2006 (do roku 2013 pod názvem LinuxAlt). Od svého vzniku se koná v prostorách Fakulty informačních technologií VUT v Brně a z původních dvou přednáškových místností se rozrostla na dvojnásobek a k tomu dvě místnosti pro workshopy. Výjimku tvořil ročník 2020, kdy se konference konala online.
V roce 2016 spolek zajišťoval výroční konferenci LibreOffice.

## Historie
Skupina LvB (Linux v Brně) se začala scházet na pravidelných srazech brněnských linuxových nadšenců již v roce 2005. V následujícím roce uspořádala konferenci LinuxAlt zaměřenou převážně na Linux a software s ním úzce spojený. Postupně se záběr i rozsah konference rozšiřoval, a kvůli potřebě činnost lépe formálně zaštítit se od 5. května 2008 stalo LvB organizační složkou Liberix o.p.s.
Občanské sdružení Openmobility vzniklo z neformální skupiny sdružující vlastníky linuxového mobilního telefonu Openmoko Neo FreeRunner. Z důvodu hardwarových nedostatků se realizovala setkání na nichž se hromadně telefony opravovaly. Tato setkání se v roce 2009 transformovala na konferenci Openmobility konanou ve Zlíně, která prezentovala otevřená mobilní řešení a vývoj pro ně. Na dalších ročnících byl záběr rozšířen o témata týkající se kutilství (DIY) spolu se zahraničními přednášejícími.
V roce 2010 bylo z ekonomických důvodů rozhodnuto, že dojde ke vzniku právního subjektu pro možnost uplatnění nákladů. Po několika měsících vyjednávání o vzniku organizační složky s obecně prospěšnou společností Liberix o.p.s., pod níž již fungovalo LvB (Linux v Brně), došlo k domluvě o vzniku samostatného sdružení, které bylo zapsáno 18. listopadu 2010. Na přelomu let 2013-2014 bylo dohodnuto sloučení s LvB, neboť v obou skupinách byli z velké části stejní lidé a nebyl dostatek dalších pro organizaci více akcí, a navíc došlo k útlumu činnosti Liberixu o.p.s. Následně došlo k převzetí činností pod křídla sdružení a poté k přejmenování sdružení na spolek v rámci aktualizace základních dokumentů na počátku roku 2015.